# Шкарниці
Шкарниці (словен. Škarnice) — поселення в общині Добє, Савинський регіон, Словенія. Висота над рівнем моря: 504,3 м.